# Vampyr – Der Traum des Allan Gray
Vampyr – Der Traum des Allan Gray ist ein deutsch-französischer Horrorfilm des dänischen Filmregisseurs Carl Theodor Dreyer, der von April bis Oktober 1930 produziert und am 6. Mai 1932 in Deutschland erstmals aufgeführt wurde. Er basiert lose auf der Novelle Carmilla des irischen Autors Joseph Sheridan Le Fanu.

## Handlung
Allan Gray ist ein junger Student auf der Durchreise, der von Gedanken an das Übernatürliche besessen ist. An einem Abend kehrt er in ein einsam gelegenes Gasthaus nahe der französischen Ortschaft Courtempierre ein. In der Nacht wird Allan plötzlich von einem alten Adelsmann aufgeweckt, der sein Zimmer betritt: Der alte Mann bittet verzweifelt um Hilfe und hinterlässt Allan ein Paket mit der Aufschrift „Zu öffnen nach meinem Tode“. Daraufhin verschwindet der alte Adelsmann. Allan begibt sich auf die Suche nach dem Geheimnis des Dorfes: Zunächst führen ihn Schatten in eine geheimnisvolle Burg, wo er einem einbeinigen Soldaten, einem alten Mann und einer alten Frau (wie sich später herausstellt: die Vampirin Marguerite Chopin) begegnet. Allan verlässt die Burg und folgt den Schatten weiter zu einem großen Schloss in einem weitläufigen Park. Hier lebt der alte Adelsmann und Schlossbesitzer mit seinen zwei Töchtern. Gray wird Augenzeuge, wie der alte Schlossbesitzer hinterrücks erschossen wird.
Allan Gray bleibt über Nacht als Gast im Schloss, zumal er sich in die Tochter Gisèle verguckt hat, die ihn um Hilfe bittet: Ihre ältere Schwester Léone scheint unter dem Einfluss einer mysteriösen Krankheit zu stehen. Allan findet Léone mit frischen Bisswunden am Hals im Park liegen und trägt sie wieder ins Schloss. Unterdessen erinnert sich Allan an das Paket, das ihm der alte Schlossbesitzer gegeben hatte, und er öffnet es. Darin befindet sich ein Buch mit genauen, grausamen Schilderungen über Vampire. Durch das Buch erfährt Allan, dass Léone das Opfer eines Vampirs geworden ist und offenbar unter deren Bann steht. Zwischenzeitlich wird ein Kutscher des Schlosses umgebracht. Um die kranke Léone zu behandeln, trifft der Dorfarzt ein. Allan erkennt im Dorfarzt den alten Mann, der in der geheimnisvollen Burg anwesend war. Der Dorfarzt verkündet, nur eine Blutspende könne das Leben von Léone retten – Allan spendet sein Blut und fällt darauf in einen tiefen Schlaf. Als er aufwacht, kann Allan gerade noch verhindern, dass der finstere Dorfarzt Léone vergiftet. Der Arzt entführt Gisèle und flieht aus dem Schloss.
Allan folgt dem Arzt, wird jedoch von erschreckenden Visionen geplagt; er muss unter anderem sein eigenes Begräbnis durchleben. Der alte Schlossdiener findet unterdessen Grays Vampirbuch und erfährt, dass man Vampire töten kann, wenn man einen Eisenstab durch ihr Herz bohrt. Allan und der Schlossdiener exhumieren den Körper der Vampirin Marguerite Chopin, die als Drahtzieherin der Untaten ausgemacht wurde, und töten sie auf die im Buch angegebene Weise. Mit der Vernichtung der Vampirin erholt sich auch Léone. Marguerites Gehilfen, der Dorfarzt und der einbeinige Soldat, werden von Marguerites Geist heimgesucht und Allan schafft es, Gisèle zu befreien. Der Dorfarzt wird dabei in einer Mühle unter Unmengen von Mehl begraben. Gisèle und Allan gehen durch einen hellen Wald im Morgengrauen.

## Hintergrund
Obwohl Vampyr Carl Theodor Dreyers erster Tonfilm war, ist er noch sehr an den Stummfilm angelehnt: Er enthält zahlreiche Zwischentitel, die wie bei Stummfilmen erklärend fungieren; teilweise übertrieben körperbetonte Darstellungen der Darsteller und relativ wenig gesprochenen Text. Die simple Handlung und die knappen Dialoge des Films treten jedoch gegenüber der visuellen Aussagekraft in den Hintergrund.
Durch den Einsatz spezieller Kamerafilter (teilweise aus Gaze) und einer ausgefeilten Beleuchtungstechnik (die Außenaufnahmen wurden bei Morgen- bzw. Abenddämmerung gedreht) erzeugte Dreyer eine unheimliche und traumartige Atmosphäre. Die für damalige Verhältnisse bemerkenswerten und innovativen Spezialeffekte (Schatten führen ein reges Eigenleben, Allan sieht sich selbst im Sarg liegen, Szenen laufen rückwärts ab) tragen einen weiteren, wesentlichen Teil zur unheimlichen und surrealen Wirkung des Films bei.
Das Grauen, das Dreyer mit Vampyr erzeugen wollte, beschrieb er einmal mit folgenden Worten: „Stell dir vor, wir sitzen in einem gewöhnlichen Zimmer. Plötzlich erfahren wir, dass sich eine Leiche hinter der Tür befindet. Mit einem Mal hat sich das Zimmer, in dem wir sitzen, völlig verändert: Alles in ihm hat eine neue Bedeutung. Das Licht, die Atmosphäre haben sich verändert, obwohl sie rein physisch dieselben sind. Der Grund ist, dass wir uns verändert haben.“
Bei der Besetzung griff Dreyer hauptsächlich auf Laiendarsteller zurück, einzig Maurice Schutz als alter Schlossherr und Sybille Schmitz als seine Tochter Léone waren professionelle Schauspieler. Dreyer war es schwer gefallen, nach dem finanziellen Misserfolg seines vorherigen Filmes Die Passion der Jungfrau von Orléans noch Investoren für seine Projekte zu gewinnen. Vampyr wurde letztendlich durch Geldspenden des französischen Bankierserben Nicolas de Gunzburg, der ein großer Filmenthusiast war, finanziert. Als Mäzen des Filmes durfte De Gunzburg daher auch unter dem Pseudonym Julian West die Hauptrolle des Allan Gray übernehmen.
Die Arbeit am Film war überaus international: Der Regisseur Dreyer stammte aus Dänemark, das produzierende Filmstudio Tobis Klangfilm war deutsch, während in Frankreich mit überwiegend französischen Schauspielern gedreht wurde. Gedreht wurde während des Sommers 1931 bei den Kleinstädten Senlis und Montargis nahe Paris. Der Film wurde in drei verschiedenen Sprachen gedreht: Deutsch, Französisch und Englisch. Nicolas de Gunzberg erinnerte sich später, dass sie jede Szene mit Dialogpassagen dreimal drehen mussten. Die Schauspieler bewegten dann ihre Münder phonetisch passend zu den im Drehbuch stehenden Wörtern der jeweiligen Sprache. Der Ton inklusive Musik und Dialogen wurde erst nach Ende der Dreharbeiten im UFA-Studio Berlin hinzugefügt.
Heute gilt Vampyr als ein früher Klassiker des Horrorgenres und ein Meilenstein der Filmtechnik.

## Kritik
Bei seiner Premiere in Kopenhagen 1932 erhielt der Film noch viel Zuspruch. Doch während der Veröffentlichung in Frankreich und Deutschland wurde Vampyr von Kritikern mit durchwachsenen bis durchweg negativen Rezensionen bedacht. Ein Filmkritiker der New York Times schrieb: „Was man auch immer vom Regisseur Carl Theodor Dreyer denkt, niemand kann widersprechen, dass er anders ist. Er macht Dinge, sodass andere Leute über ihn sprechen. Man hält seine Filme vielleicht für lächerlich – aber man wird sie nicht vergessen. Obwohl es in vielerlei Hinsicht einer der schlechtesten Filme war, die ich gesehen habe, gab es Szenen, die mit brutaler Direktheit griffen.“
An den Kinokassen war Vampyr ein Misserfolg und erst elf Jahre später sollte Dreyer seinen nächsten Film als Regisseur drehen. Lange galt Vampyr als einer von seinen schwächeren Filmen.
Inzwischen gilt Vampyr in vielen Kreisen als einer der besten Horrorfilme aller Zeiten. Beim amerikanischen Filmkritiker-Portal Rotten Tomatoes fallen beispielsweise alle 29 Kritiken für den Film positiv aus. Das Lexikon des Internationalen Films schrieb: “Durch die subtile Lichtregie und kaum merkliche Akzentverschiebungen entsteht ein Klima unfassbarer Bedrohung, in dem sich Traum und Wirklichkeit in ständigem Wechsel durchdringen. Auf raffinierte Weise entzieht sich der Film sowohl den expressionistischen Normen des Fantastischen als auch der naturalistisch-künstlichen Darstellung des Grauens.”